# Miami Dolphins 1993
La stagione 1993 dei Miami Dolphins è stata la numero 28 della franchigia, la ventiquattresima nella National Football League.  Quell'anno Don Shula divenne l'allenatore più vincente della storia della NFL, superando George Halas contro i Philadelphia Eagles. Nella gara della settimana 5 contro i Cleveland Browns, il quarterback Dan Marino si ruppe il tendine d'Achille, perdendo tutto il resto della stagione. Scott Mitchell prese il suo posto, venendo premiato come miglior giocatore del mese di ottobre. Anche Mitchell però si infortunò e la squadra rimase nelle mani di Doug Pederson e del veterano Steve DeBerg. La squadra arrivò al Giorno del Ringraziamento con un record di 9-2 ma perse tutte le ultime cinque partite, rimanendo fuori dai playoff.

## Calendario

### Stagione regolare
| Turno | Data               | Avversario             | Risultato          | Pubblico           |
| ----- | ------------------ | ---------------------- | ------------------ | ------------------ |
| 1     | 5/9/1993           | @ Indianapolis Colts   | V 24–20            | 51.858             |
| 2     | 12/9/1993          | New York Jets          | S 24–14            | 70.314             |
| 3     | Settimana di pausa | Settimana di pausa     | Settimana di pausa | Settimana di pausa |
| 4     | 26/9/1993          | @ Buffalo Bills        | V 22–13            | 79.635             |
| 5     | 4/10/1993          | Washington Redskins    | V 17–10            | 68.568             |
| 6     | 10/10/1993         | @ Cleveland Browns     | V 24–14            | 78.138             |
| 7     | Settimana di pausa | Settimana di pausa     | Settimana di pausa | Settimana di pausa |
| 8     | 24/10/1993         | Indianapolis Colts     | V 41–27            | 57.301             |
| 9     | 31/10/1993         | Kansas City Chiefs     | V 30–10            | 67.765             |
| 10    | 7/11/1993          | @ New York Jets        | S 27–10            | 71.306             |
| 11    | 14/11/1993         | @ Philadelphia Eagles  | V 19–14            | 64.213             |
| 12    | 21/11/1993         | New England Patriots   | V 17–13            | 59.982             |
| 13    | 25/11/1993         | @ Dallas Cowboys       | V 16–14            | 60.198             |
| 14    | 5/12/1993          | New York Giants        | S 19–14            | 72.161             |
| 15    | 13/12/1993         | Pittsburgh Steelers    | S 21–20            | 70.232             |
| 16    | 19/12/1993         | Buffalo Bills          | S 47–34            | 71.597             |
| 17    | 27/12/1993         | @ San Diego Chargers   | S 45–20            | 60.311             |
| 18    | 2/1/1994           | @ New England Patriots | S 33–27            | 53.883             |

## Classifiche
| AFC East             | AFC East | AFC East | AFC East | AFC East | AFC East | AFC East | AFC East |
|                      | V        | S        | P        | %        | PF       | PS       | Str.     |
| -------------------- | -------- | -------- | -------- | -------- | -------- | -------- | -------- |
| (1) Buffalo Bills    | 12       | 4        | 0        | .750     | 329      | 242      | V4       |
| Miami Dolphins       | 9        | 7        | 0        | .563     | 349      | 351      | S5       |
| New York Jets        | 8        | 8        | 0        | .500     | 270      | 247      | S3       |
| New England Patriots | 5        | 11       | 0        | .313     | 238      | 286      | V4       |
| Indianapolis Colts   | 4        | 12       | 0        | .250     | 189      | 378      | S4       |